# 34.º Distrito Congressional da Califórnia
O 34º Distrito Congressional da Califórnia (em inglês:  California's 34th congressional district) é um dos 53 Distritos Congressionais do Estado norte-americano da Califórnia, segundo o censo de 2000 sua população é de 639.088 habitantes, sua área é de 59 km, cobre parte do Condado de Los Angeles, 100% da população do distrito vive na área urbana.